# Rat des nationalen Wohls
Der Rat des nationalen Wohls (französisch: Conseil du Salut National) war eine Militärjunta, die von 27. Januar 1996 bis 12. Dezember 1996 Niger regierte.
Die Junta wurde am Tag des Staatsstreichs unter der Führung von Ibrahim Baré Maïnassara gegründet, mit dem Staatspräsident Mahamane Ousmane und Premierminister Hama Amadou abgesetzt wurden. Dem Putsch war eine monatelange gegenseitige Blockierung der Regierungsarbeit vorausgegangen.
Die Mitglieder des Rats des nationalen Wohls waren zwölf Offiziere:
- Ibrahim Baré Maïnassara (Vorsitzender)
- Youssoufa Maïga (stellvertretender Vorsitzender)
- Nouhou Bako
- Moussa Moumouni Djermakoye
- Hamadou Moussa Gros
- Abdoul Ramane Seydou (Sprecher)
- Issaka Labo Bouché
- Illias Almahady
- Moumouni Boureima
- Yayé Garba
- Mohamadou Barazé
- Daouda Malam Wanké[2]

Die Militärjunta setzte Boukary Adji als Premierminister ein und ließ eine neue Verfassung ausarbeiten, die bei einem Referendum am 12. Mai 1996 angenommen wurde. Bei den stark manipulierten Präsidentschaftswahlen am 7. und 8. Mai 1996 ging Ibrahim Baré Maïnassara, der Vorsitzende des Rats der nationalen Wohls, als Wahlsieger hervor. Die Parlamentswahlen am 23. November 1996 wurden daraufhin von den meisten Oppositionsparteien boykottiert. Der Rat des nationalen Wohls wurde am 12. Dezember 1996 aufgelöst, Baré Maïnassara blieb Staatschef.